# Amerikansk skärfläcka
Amerikansk skärfläcka (Recurvirostra americana) är en fågel i familjen skärfläckor, den enda i familjen med säsongsmässigt olika fjäderdräkter.

## Utseende och läte
Amerikansk skärfläcka är en 41-51 cm lång vadarfågel, liksom övriga skärfläckor huvudsakligen brokigt svartvit med en tunn, svart och typiskt uppsvängd näbb. Denna art är dock jämförelsevis långbent och har unikt för släktet olika dräkter under och utanför häckningstid. I häckningsdräkt har den orangebrun huvud och hals, något ljusare i ansiktet, övergående i vitt på ryggen och bröstet. På yttre skapularerna och inre täckarna syns ett smalt vitt band. Utanför häckningstid är den istället mycket ljust grå på huvud och hals, nästan vitt på håll.
I flykten verkar vingovansidan mörk, med mörka handpennetäckare samt brett med svart på vingspetsarna och i ett band på täckarna. Vingundersidan är mycket ljusare, med mörka handpennor. Könen liknar varandra, men hanen har typiskt en längre och rakare näbb än honan.
Lätet beskrivs som ett "kleet" eller "kluit", tvåstavigt som kontaktläte men mer enstavigt när fågeln är upprörd.

## Utbredning och systematik
Fågeln häckar från södra Kanada till norra Mexiko och övervintrar från södra USA till Costa Rica och Kuba. Tillfälligt har den påträffats på Bermuda och Grönland, dock olikt nästan alla andra amerikanska vadarfåglar ännu ej i Europa.

## Status
Arten har ett stort utbredningsområde och internationella naturvårdsunionen IUCN kategoriserar arten som livskraftig. Beståndsutvecklingen är dock oklar. Världspopulationen uppskattas till 460 000 adulta individer.

## Bilder

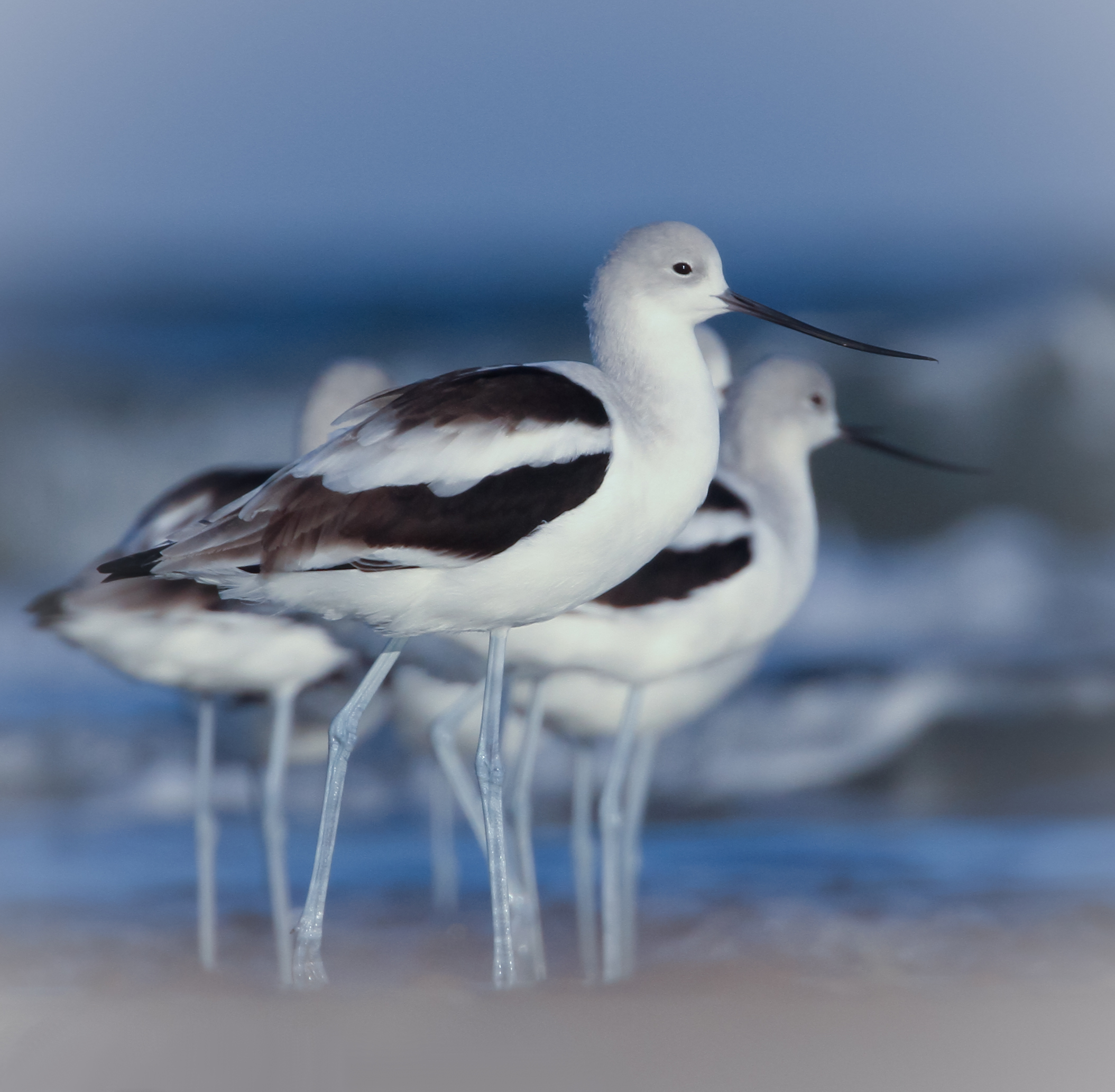
Adult i vinterdräkt.
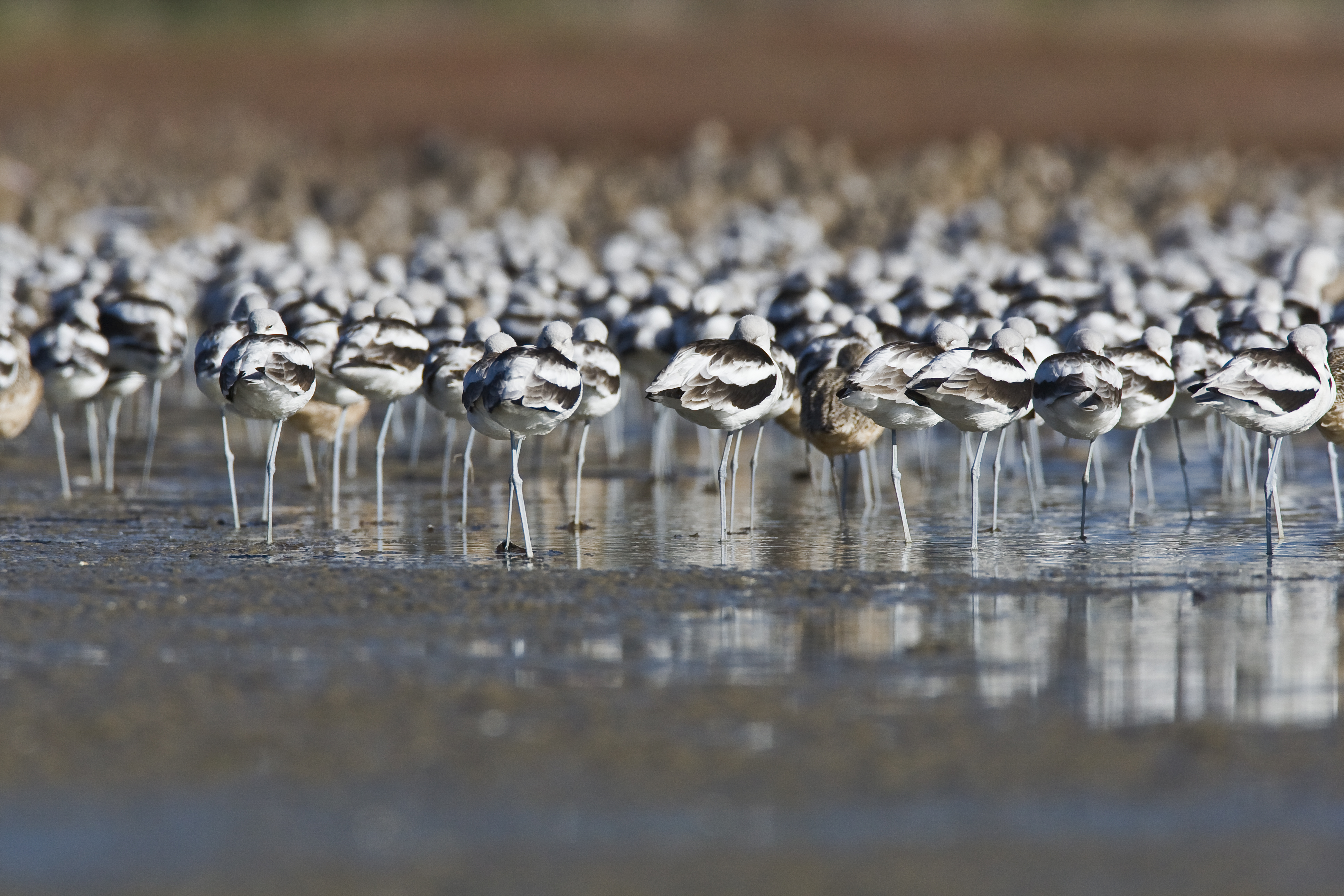
Amerikansk skärfläcka kan bilda stora flockar.
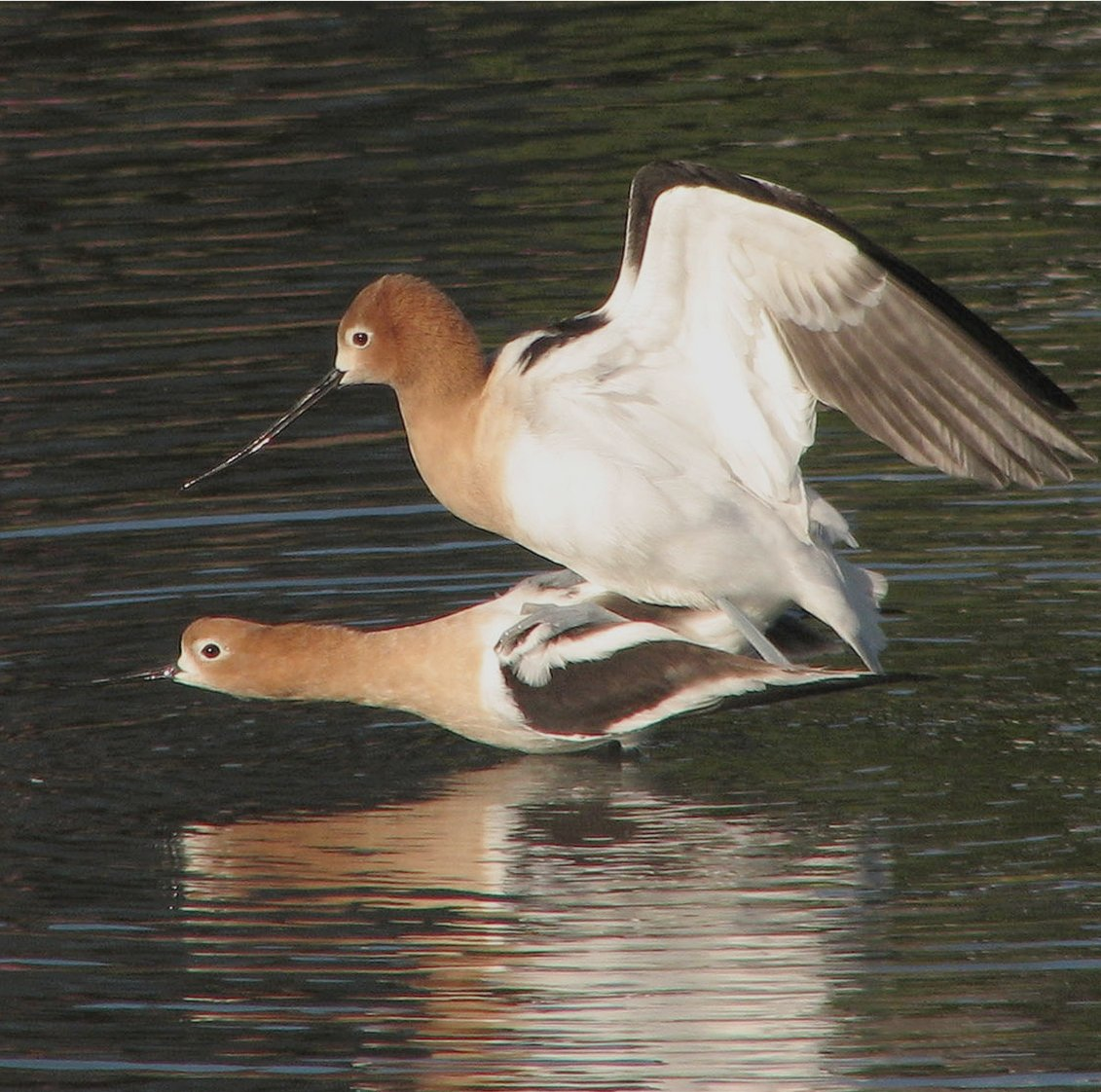
Parning
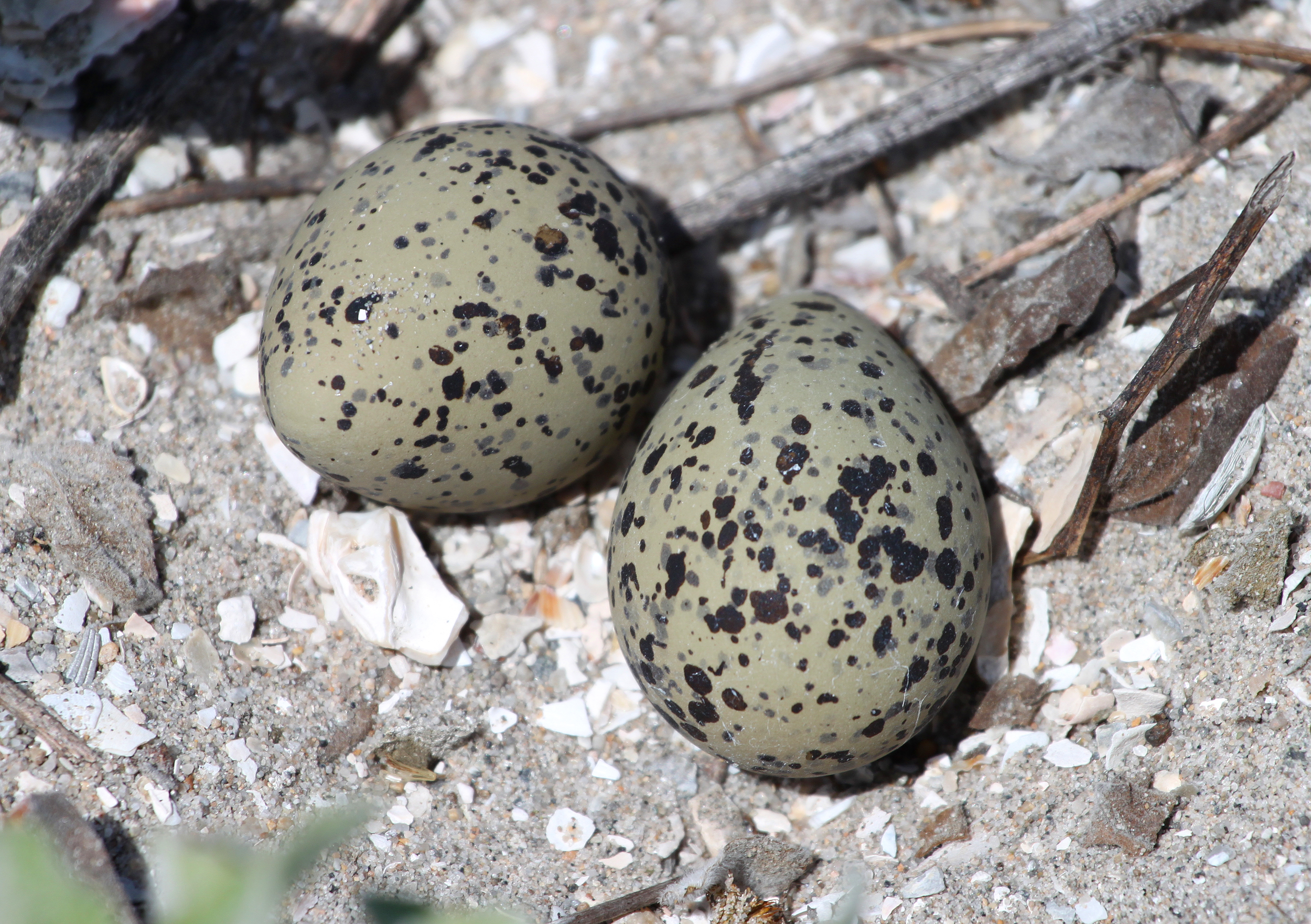
Rede med ägg.
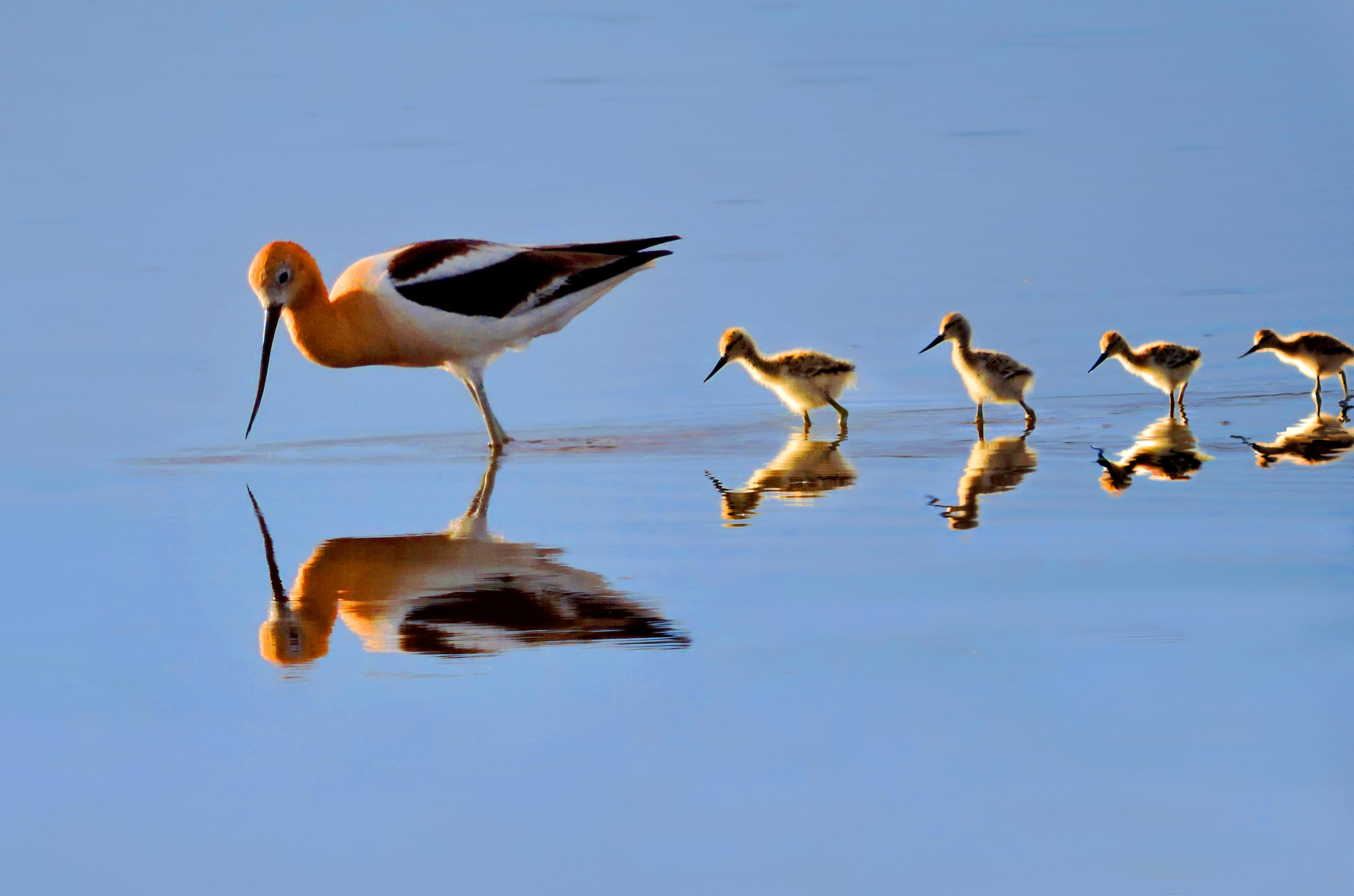
En adult med ungar.
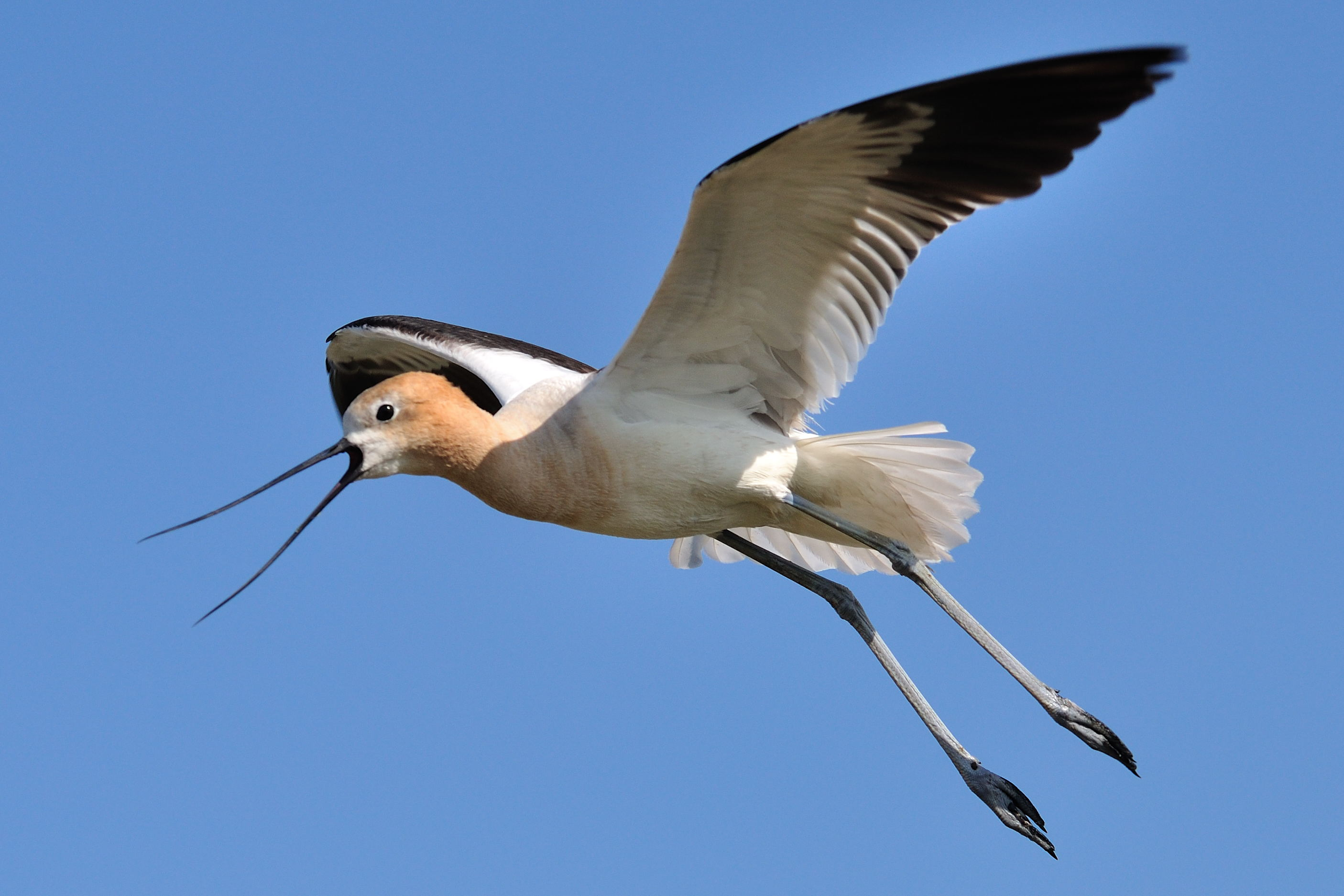
En adult i sommardräkt flyger förbi.
- Amerikansk skärfläckas läte.